# 韋里奧拉鄉

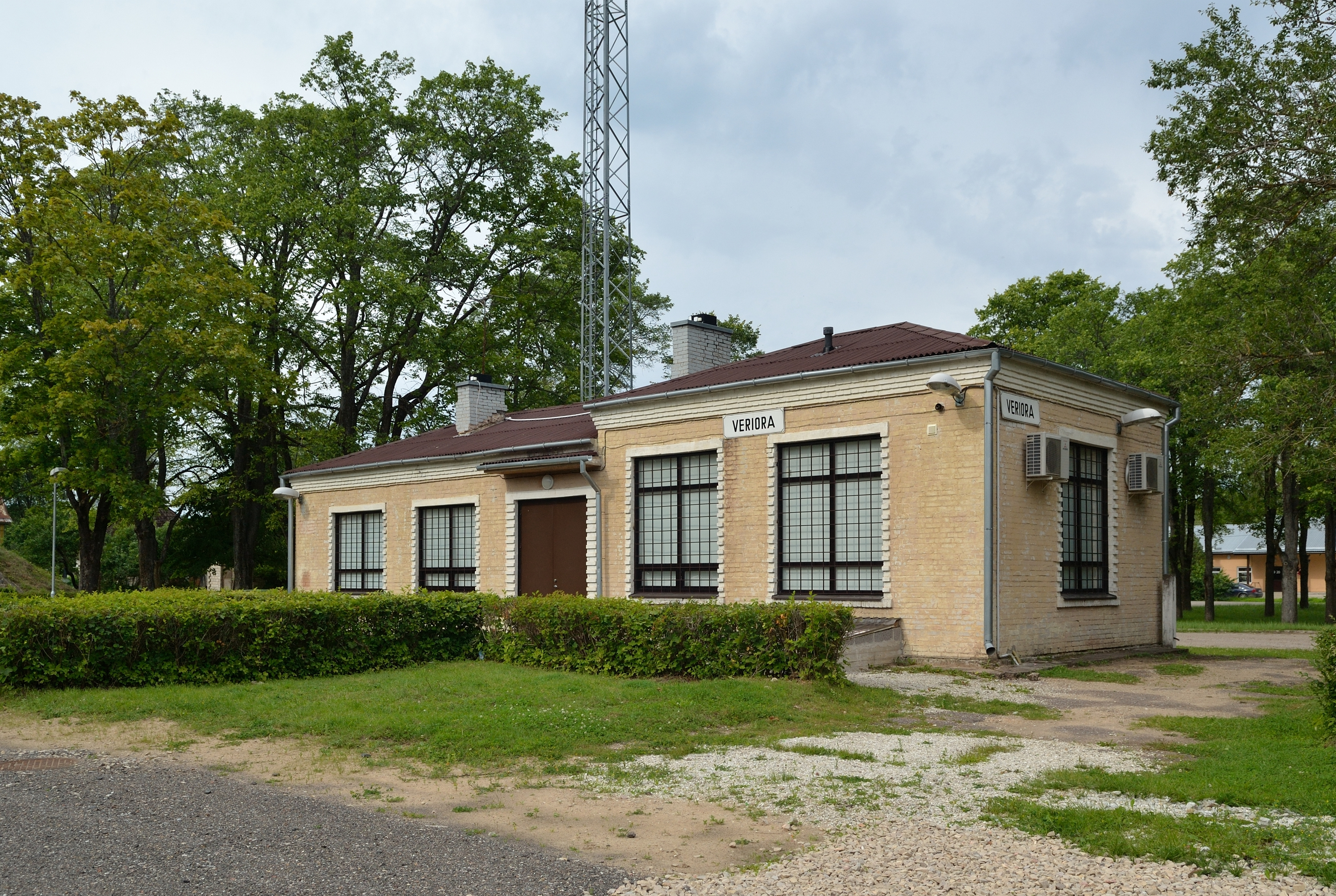
韋里奧拉火车站

韋里奧拉鄉，曾是愛沙尼亞珀爾瓦縣的一個鄉村型市镇，位於該國東南部，行政中心設於韋里奧拉，面積200平方公里，2009年人口1,521，人口密度每平方公里8人。
2017年爱沙尼亚行政改革后，韋里奧拉市镇与其他市镇一起合并为新的赖皮纳市镇。
58°0′29″N 27°21′1″E / 58.00806°N 27.35028°E